# Bob Meusel
Robert William « Bob » Meusel, né le 19 juillet 1896 à San José (Californie) et mort le 28 novembre 1977 à Downey (Californie), est un ancien champ extérieur de baseball évoluant en Ligue majeure avec les Yankees de New York et les Reds de Cincinnati de 1920 à 1930.
Membre du célèbre Murdurer's Row, composé des six premiers frappeurs de l'alignement des Yankees de New York dans les années 1920 où il frappait en 5e position entre Lou Gehrig et Tony Lazzeri, il mène la Ligue américaine en coups de circuit et points produits en 1925. « Long Bob » est le quatrième frappeur le plus productif de sa génération.
Son grand frère, Emil Meusel, évoluait comme lui en Ligue majeure mais avec les Giants de New York en Ligue nationale.

## Enfance
Bob Meusel nait à San José en Californie. Il est le plus petit d'une famille de six enfants. Jeune, il déménage à Los Angeles où il fait ses études. À l'âge de 21 ans en 1917, il débute dans le baseball professionnel avec les Vernon Tigers de la Pacific Coast League.
Un an plus tard, il rejoint l'US Navy pendant la Première Guerre mondiale et joue avec l'équipe de baseball de la Navy. De retour aux États-Unis en 1919, il rejoint les Tigers et frappe,330 en moyenne. Les Tigers remportent le titre et Bob, qui évolue en Ligue mineure, joue comme troisième base. Il se marie à Edith Cowan le 14 décembre 1921. Ils auront une fille ensemble.

## Carrière

### Yankees de New York
Les Yankees de New York rachètent le contrat qui le lie à Vernon en août 1920. Après un bon entrainement de printemps, Meusel prend la place de Frank Baker en troisième base. Il dispute son premier match le 14 avril. Comme recrue, Meusel frappe,328 en moyenne avec 11 circuits et 83 points produits en 119 rencontres. Il est quatrième de la Ligue américaine en doubles avec 41.
En 1921, Bob passe champ extérieur, une position qu'il gardera jusqu'à la fin de sa carrière. Il n'est pas très bon sur les roulants et sa bonne pointe de vitesse doublée d'un bras puissant en font un joueur de champ extérieur plus que de champ intérieur. Il est deuxième de la ligue avec 24 circuits et troisième en points produits avec 136 pour une moyenne globale de,318. Il frappe un cycle contre les Washington Senators en mai et devient le premier champ à contribuer à quatre retraits dans le même match en septembre. Ses 28 assistances pendant la saison sont le nouveau record du club et le placent premier ex-æquo de la Ligue avec Jack Tobin des St. Louis Browns. Il est alors considéré comme l'un des joueurs les plus complets dans la Ligue majeure de baseball. En Série mondiale, il rencontre son frère Emil qui évolue avec les Giants de New York depuis son transfert des Phillies de Philadelphie à la mi-saison. Bob vole le marbre dans le troisième match et fait rentrer Babe Ruth sur un double vainqueur lors de la cinquième rencontre mais ne peut empêcher les Giants de gagner la série 5-4 face aux Yankees (c'était la dernière série disputée au meilleur des neuf matchs),.
Peu de temps après, en compagnie de Babe Ruth et de Bill Piercy, Meusel participe à un barnstorming tour. Bien qu'averti de l'illégalité dans laquelle il se mettait, il ne renonce pas et Babe et lui se font sanctionner par Kenesaw Mountain Landis, Commissaire de la Ligue majeure de baseball. Ils sont suspendus pour les cinq premières semaines de la saison 1922 et privés de leurs primes de Série mondiale d'un montant de 3 362 US $. Bob joue toutes les autres rencontres de la saison, principalement en champ gauche pour laisser la place à Babe Ruth à droite, sauf quand celui-ci rencontre des difficultés par temps ensoleillé lors des matchs en déplacement. Il mène toujours la ligue en assistances avec 24 et frappe un deuxième cycle contre les Tigers de Détroit en juillet. Une nouvelle fois vainqueur de la Ligue américaine, les Yankees s'inclinent en Série mondiale face aux Giants en cinq parties. Meusel est le meilleur frappeur des Yankees avec une moyenne de,300.
En 1923, Long Bob frappe,313 en moyenne avec 9 circuits et 91 points produits. Les Yankees emmènagent dans leur nouveau stade. Il contribue au succès de la franchise en Série mondiale où ils battent enfin les Giants de New York après deux défaites consécutives en 1921 et 1922. Bob est le batteur le plus productif pendant la série, faisant rentrer 5 points dans la cinquième rencontre et frappant un simple bon pour deux points décisif dans la sixième et dernière rencontre de la série.
Avant le début de la saison 1924, Meusel et Tony Boeckel, arrêt-court des Braves de Boston, ont un accident de voiture à San Diego. Son ami décède des suites de l'accident mais Bob en sort indemne. Cela n'affecte pas sa performance, car il frappe,320 pour 12 home-runs et 120 points rentrés au cours de la saison. Au cours d'un match face aux Tigers de Détroit pendant lequel les Yankees menaient 10-6 en neuvième manche, Ty Cobb, manager des Tigers, demande au lanceur de toucher Meusel avec un lancer. Babe Ruth voit le signal et prévient son coéquipier qui reçoit tout de même la balle dans le dos. Il charge Bert Cole, le lanceur, et s'ensuit une violente bagarre à laquelle les deux équipes participent, ainsi que des supporteurs venus sur le terrain. Le président de la Ligue américaine, Ban Johnson, met Meusel et Cole à l'amende et les suspend pour dix matchs.
C'est en 1925 que Bob Meusel réalise la meilleure saison de sa carrière. Il mène la Ligue américaine en circuits avec 33, en points produits avec 138 et en coup sûr de plus d'un but avec 79. Il ne finit pourtant qu'en 18e position du vote du MVP de la Ligue, loin derrière Roger Peckinpaugh des Senators de Washington. En contraste, les Yankees connaissent leur pire saison de la décennie, ne terminant que septième de la ligue.
En 1926, après une nouvelle bonne saison qui le voit frapper,315 en moyenne, il laisse tomber une chandelle en champ extérieur lors d'un jeu clé en Série mondiale face aux Cardinals de Saint-Louis. À la suite de cette erreur, les Cardinals passent devant au score et les Yankees ne recolleront pas, malgré de nombreuses occasions notamment pour Meusel à la frappe. Il ne frappe que,238 pendant la série.
Long Bob fait partie de l'équipe des Yankees de 1927, considérée comme l'une des plus redoutables de l'histoire du baseball. Il est cinquième dans l'alignement, entre Lou Gehrig et Tony Lazzeri, dont les six premiers frappeurs sont surnommés le Murderer's Row. Il frappe,337 en moyenne avec 8 circuits et 103 points produits, volant 24 bases. En mai, il vole successivement la deuxième base, la troisième et le marbre. Il est à la peine en Série mondiale, se faisant retirer sur des prises sept fois en quatre rencontres, mais cela n'empêche pas les Yankees de balayer les Pirates de Pittsburgh pour s'adjuger le titre.
En 1928, Bob frappe pour la deuxième fois de sa carrière sous les,300 tout en restant très efficace. Il frappe un troisième cycle pour un nouveau record en juillet face aux Tigers de Détroit. Les Yankees sont de nouveau en Série mondiale et remportent le titre face aux Cardinals de Saint-Louis. À cette occasion, Meusel frappe le seul coup de circuit de sa carrière en série mondiale.

### Reds de Cincinnati
Les Yankees vendent Meusel aux Reds de Cincinnati avant le début de la saison 1930. Il frappe,289 en moyenne et réalise une performance honorable mais en baisse continue depuis 1928. Il est relâché par la franchise en fin de saison et s'engage avec les Minneapolis Millers en American Association où il frappe,283 en 1931. Il retourne en Pacific Coast League en 1932 avec les Hollywood Stars, frappant,329 en 64 rencontres avant de prendre sa retraite définitive.
Ses records établis avec les Yankees de New York seront battus par Tony Lazzeri puis Joe DiMaggio.

## Retraite sportive
Bob Meusel travaille comme gardien de sécurité dans une base militaire américaine pendant 15 ans. Il faisait partie des présents lors du discours Luckiest Man on the Face of the Earth de son ami Lou Gehrig en juillet 1939. Il apparait dans les films The Pride of the Yankees en 1942 et The Babe Ruth Story en 1948.
Recordman du nombre de cycles en carrière, il est surtout connu pour sa place dans le Murderer's Row. Réputé pour la puissance et la précision de son bras, que le New York Times qualifie de cruellement précis, il est respecté de ses pairs. Casey Stengel dit de lui qu'il n'a jamais vu de meilleur lanceur.
Harvey Frommer le décrit comme porté sur l'alcool, au relationnel difficile et peu enclin à la camaraderie. Son manager Miller Huggins le trouvait « indifférent ». Calme et réservé, il donne peu d'interviews jusqu'à ce que sa carrière décline. Certains considèrent que sa paresse ne lui permit pas d'atteindre son plein potentiel.
Meusel fait partie des candidats au Temple de la renommée du vote du Comité des Vétérans en 1982, mais celui-ci choisi l'ancien Commissaire Happy Chandler et Travis Jackson, arrêt-court des Giants de New York.
Il décède à Downey en 1977 à l'âge de 81 ans.

## Statistiques

### Ligues mineures
| Saison | Équipe                         | G   | AB    | R | H   | 2B | 3B | HR | RBI | SB | BB | SO | BA   | OBP | SLG  |
| ------ | ------------------------------ | --- | ----- | - | --- | -- | -- | -- | --- | -- | -- | -- | ---- | --- | ---- |
| 1917   | Spokane (NWES) et Vernon (PCL) | 51  | 186   |   | 54  | 12 | 3  | 0  |     |    |    |    | ,290 |     | ,387 |
| 1918   | Vernon                         | 2   | 8     |   | 3   | 3  | 0  | 0  |     |    |    |    | ,375 |     | ,750 |
| 1919   | Vernon                         | 163 | 655   |   | 221 | 39 | 14 | 14 |     |    |    |    | ,337 |     | ,504 |
|        |                                |     |       |   |     |    |    |    |     |    |    |    |      |     |      |
| 1931   | Minneapolis (AA)               | 59  | 187   |   | 53  | 8  | 2  | 8  |     |    |    |    | ,283 |     | ,476 |
| 1932   | Hollywood (PCL)                | 64  | 228   |   | 75  | 20 | 2  | 4  |     |    |    |    | ,329 |     | ,487 |
| Totaux | 5 ans                          | 339 | 1 264 |   | 406 | 82 | 21 | 26 |     |    |    |    | .321 |     | .481 |

### Ligue majeure
| Saison | Équipe | G     | AB    | R   | H     | 2B  | 3B | HR  | RBI   | SB  | BB  | SO  | BA   | OBP  | SLG  |
| ------ | ------ | ----- | ----- | --- | ----- | --- | -- | --- | ----- | --- | --- | --- | ---- | ---- | ---- |
| 1920   | NYY    | 119   | 460   | 75  | 151   | 40  | 7  | 11  | 83    | 4   | 20  | 72  | ,328 | ,359 | ,517 |
| 1921   | NYY    | 149   | 598   | 104 | 190   | 40  | 16 | 24  | 135   | 17  | 34  | 88  | ,318 | ,356 | ,559 |
| 1922   | NYY    | 121   | 473   | 61  | 151   | 26  | 11 | 16  | 84    | 13  | 40  | 58  | ,319 | ,376 | ,522 |
| 1923   | NYY    | 132   | 460   | 59  | 144   | 29  | 10 | 9   | 91    | 13  | 31  | 52  | ,313 | ,359 | ,478 |
| 1924   | NYY    | 143   | 579   | 93  | 188   | 40  | 11 | 12  | 120   | 26  | 32  | 43  | ,325 | ,365 | ,494 |
| 1925   | NYY    | 156   | 624   | 101 | 181   | 34  | 12 | 33  | 138   | 13  | 54  | 55  | ,290 | ,348 | ,542 |
| 1926   | NYY    | 108   | 413   | 73  | 130   | 22  | 3  | 12  | 81    | 16  | 37  | 32  | ,315 | ,373 | ,470 |
| 1927   | NYY    | 135   | 516   | 75  | 174   | 47  | 9  | 8   | 103   | 24  | 45  | 58  | ,337 | ,393 | ,510 |
| 1928   | NYY    | 131   | 518   | 77  | 154   | 45  | 5  | 11  | 113   | 6   | 39  | 56  | ,297 | ,349 | ,467 |
| 1929   | NYY    | 100   | 391   | 46  | 102   | 15  | 3  | 10  | 57    | 2   | 17  | 42  | ,261 | ,292 | ,391 |
| 1930   | CIN    | 113   | 443   | 62  | 128   | 30  | 8  | 10  | 62    | 9   | 26  | 63  | ,289 | ,330 | ,460 |
| Totaux | 11 ans | 1 407 | 5 475 | 826 | 1 693 | 368 | 95 | 156 | 1 067 | 143 | 375 | 619 | .309 | .356 | .497 |